# Свети Никола Николимуки
„Света Богородица и Свети Никола Николимуки“ (на македонска литературна норма: „Света Богородица“, „Свети Никола Николимуки“) е средновековна православна църква, разположена в село Маркова Сушица, Скопско, Северна Македония.
Църквата се намира в югозападния край на селото, на само 300 метра от Марковия манастир, от лявата страна на пътя. Срещу църквата е Тониева чешма.
Църквата е еднокорабна църква с полукръгъл свод, изградена от ломен камък и тухла, с малки отвори на южния, северния и източния зид в олтарната апсида. Живописта ѝ е в много лошо състояние.
За църквата няма никакви исторически документи, но според стилистичните особености на запазените фрески за дата на изписване и изграждане може да се посочи краят на XIII – началото на XIV век. Между по-запазените композиции изпъкват сцените на Влизането в Йерусалим, Рождество на Пресвета Богородица и Успението на Пресвета Богородица, които говорят за голям талант на зографа. Запазени са и отделни портрети на няколко ктироти и владетели, предадени кажи речи в естествена големина.